# Plectris rugulosipennis
Plectris rugulosipennis är en skalbaggsart som beskrevs av Blanchard 1851. Plectris rugulosipennis ingår i släktet Plectris och familjen Melolonthidae. Inga underarter finns listade i Catalogue of Life.